# 維基百科應用程式
維基百科應用程式（英語：Wikipedia App）是维基媒体基金会在行動裝置作業系統所推出的應用程式，支援Android（Google Play、亚马逊应用商店）、BlackBerry（BlackBerry World）、iOS（App Store）、Firefox OS（Firefox Marketplace）以及 Windows（Microsoft商店）（现已下架）等作業系統。独立开发者也发布了许多用來瀏覽維基百科的非官方應用程式。部份非官方應用程式从维基百科网站加载和处理内容，以供人們觀看。其餘的則使用 MediaWiki 应用程序接口將維基百科的條目顯示在使用者的手機中。

## 官方應用程式
維基百科Android應用程式稱為「Wikipedia」。可允許編輯與修改條目。能透過使用全球定位系统尋找附近有地理标签的維基百科條目。Android版應用程式从2015年6月11日发布的beta 版本开始支持中文維基百科的繁簡轉換切換功能。從頁面頂部向下滑動即可方便地刷新頁面。从2015年6月25日的 beta 版本开始，引入标签页功能，用户可以同时打开多个页面进行浏览。
維基百科官方iOS應用程式為「Wikipedia」。iOS版維基百科是一個免費的可编辑條目的版本，並且允许用户透過使用全球定位系统尋找附近有地理标签的維基百科條目。iOS 版應用程式沒有字詞轉換切換功能。
官方Windows應用程式可透過Windows 8以上系統內建的Windows Store下載，Windows版維基百科同為免費的唯讀版本，安裝后可自動切換維基百科的語言版本，並且允許使用者切換到其他語言版本，或者在瀏覽器中檢視。截至2021年6月，该应用在Microsoft商店中处于下架状态。
官方 Firefox OS 應用程式稱為「Wikipedia」，可通过Firefox OS内置的Firefox Marketplace下载，仅提供了维基百科唯讀版本。

## 非官方應用程式
这些应用程序的主要功能為显示維基百科的條目。典型的功能包括搜索條目、標籤條目、分享條目和放大图像。
- Aard 词典（Aard Dictionary），一個自由的跨平台（Android、Linux、macOS、Windows 等）离线词典阅读器，主要覆蓋英語維基詞典的條目。[8]
- 全部的维基百科-离线版本（All Of Wikipedia - Offline），由辉煌软件開發，是一個離線版本的维基百科閱覽应用程序。[9]
- 探索-杂志上的维基百科（Discover—Wikipedia in a Magazine），由 Cooliris 開發，只支援 iOS 中的 iPad 平台。這個应用程序將維基百科以一本杂志形式展示。[10][11]
- WikiNodes，由动力教育发展研究所（Institute for Dynamic Educational Advancement）開發，只支援iPad平台。WikiNodes允许用户点击他們覺得任何有趣的條目，並且提供放大和缩小、標籤段落、隨機頁面等功能。[12][13][14]
- 條目（Articles），由Sophiestication Software開發。這個应用程序注重於條目本身，並忽視其他維基百科計畫。[15]
- Kiwix，一款離線瀏覽維基百科的免費應用軟體。
- 维基爱古跡應用程式（The Wiki Loves Monuments app），原本是為一個摄影比赛製作，但後來成為了一個對為維基百科貢獻的攝影師非常有用的應用程式。這個应用程式能夠透過使用者定位和地圖顯示使用者附近的法定古蹟，並顯示出维基百科是否有這個法定古蹟的照片。這個应用程序亦提供一個快捷上載圖片的功能。[16]
- Wikiwand，该应用可改变维基百科的条目界面。提供 Chrome、Firefox 及 Safari 扩展程序[17]和 iOS 版应用[18]。

## 外部連結
- 官方網站 （页面存档备份，存于）
- GitHub上的Wikipedia Mobile支持与开发
- Wikipedia Mobile for Firefox OS支持与开发[永久]
- Wikipedia Mobile支持与开发
- 取得最新Alpha版Android應用程式：Wikipedia Android app build status